# Mikkel Bro Hansen
Mikkel Bro Hansen (Lystrup, Dinamarca, 25 de enero de 2009) es un futbolista danés que juega como delantero en el F.K. Bodø/Glimt de la Eliteserien de Noruega.

## Carrera
Empezó su carrera juvenil en el Lystrup IF, luego tuvo un paso por el FC Midtjylland. En 2021, se incorporó a la cantera del Aarhus GF. En 2023, a los 14 años,  estuvo a prueba con el Ajax sub-15, disputó un partido y anotó seis de los ocho goles en la victoria por 8-2 ante el SC Cambuur. El 5 de enero de 2025, sería anunciado su fichaje por el F.K. Bodø/Glimt de Noruega, siendo agente libre tras que el Aarhus GF no pudiera cumplir las exigencias salariales del jugador. El 5 de abril de 2025 hizo su debut profesional ingresando en el minuto 80' en la victoria por 3-0 frente al Hamarkameratene en la segunda jornada de la Eliteserien.

## Carrera internacional
Ha representado a la selección danesa en las categorías sub-16 y sub-17.